# TSU Tbilisi
SK TSU Tbilisi (gruz. სკ თსუ თბილისი) – gruziński klub piłkarski z siedzibą w Tbilisi.

## Historia
Chronologia nazw:
- 1995: Uniwersiteti Tbilisi
- 1996: TSU Tbilisi
- 2000: TSU Armazi Tbilisi
- 2001: TSU Tbilisi

Klub został założony 1 lipca 1995 jako Uniwersiteti Tbilisi. Klub reprezentował Tbiliski Uniwersytet Państwowy. W 1995/96 debiutował w rozgrywkach Pirweli Liga (II poziom). 
1 czerwca 1996 połączył się z wyższoligowym klubem Szewardeni-1906 Tbilisi, założonym rok wcześniej 1 lipca 1995. Klub otrzymał nazwę TSU Tbilisi, od akronimu reprezentowanego Tbiliskiego Uniwersytetu Państwowego (gruziński skrót TSU - Tbilisis Sachelmtsipo Uniwersiteti). 1 lipca 1997 do klubu przyłączył się Armazi Mccheta. W sezonie 2000/01 jako TSU Armazi Tbilisi zajął 9 miejsce i spadł do Pirveli Liga. Od następnego sezonu występował pod nazwą TSU Tbilisi.

## Sukcesy
- Mistrzostwa Gruzji:

8 miejsce: 1997/98
- Puchar Gruzji:

półfinalista: 1997/98